# Association Sportive Montferrandaise (pallacanestro maschile)
L'Association Sportive Montferrandaise è una società cestistica avente sede a Clermont-Ferrand, in Francia.

## Storia
Fondata nel 1911 all'interno della polisportiva Association Sportive Montferrandaise ha avuto il suo momento di massimo splendore negli anni 1950 e 1960. Oggi gioca nelle serie dilettantistiche del campionato francese.